# Samurai Evolution: Ōkoku Geist
Samuraï Evolution: Ōkoku Geist (サムライエボリューション　桜国ガイスト) est un RPG sur Game Boy Advance édité par Enix, développé par TeaSet en 2002.
Il s'agit d'un RPG tour par tour, dans le même style que Pokémon, en vue du dessus dans lequel on contrôle un personnage au travers d'une aventure.
Jouable à une ou deux personnes (nécessitant une cartouche par joueur).
Il s'agit d'un des derniers jeux édité par Enix avant la fusion avec SquareSoft en 2003 pour donner Square Enix.